# جاك كورتيس (ممثل)
جاك كورتيس (بالإنجليزية: Jack Curtis)‏ مواليد 28 مايو 1880 في سان فرانسيسكو - الوفاة 16 مارس 1956 في هوليوود، الولايات المتحدة، هو ممثل أمريكي بدأ مسيرته الفنية سنة 1915. شارك في قرابة 157 فيلما. امتدت مسيرته الفنية لأكثر من 35 عاما.

## الأعمال
- الطمع
- عربة الجياد

## روابط خارجية
- جاك كورتيس على موقع IMDb (الإنجليزية)
- جاك كورتيس على موقع قاعدة بيانات برودواي على الإنترنت (الإنجليزية)
- جاك كورتيس على موقع قاعدة بيانات الفيلم (الإنجليزية)